# We Come Strapped
We Come Strapped è il primo album in studio del rapper statunitense MC Eiht e il quarto del suo gruppo Compton's Most Wanted, pubblicato nel 1994.

## Tracce
1. Niggaz That Kill (Endolude) – 2:32
2. Def Wish III (Intro) – 0:57
3. Def Wish III (featuring Carla Evans) – 4:23
4. Take 2 With Me – 4:44
5. All for the Money – 4:08
6. Compton Cyco – 3:02
7. Niggaz Make the Hood Go Round – 4:09
8. Nuthin' But High (Endolude) – 3:26
9. We Come Strapped – 4:08
10. Can I Still Kill It – 3:40
11. Goin' Out Like Geez – 4:39
12. Nuthin' But the Gangsta (featuring Spice 1 & Redman) – 5:13
13. Hard Times – 4:08
14. Compton Bomb – 5:11
15. 2 tha Westside (Endolude) – 3:32